# Angélica Nené Curita
Angélica Nené Curita é uma política angolana. Filiada ao Movimento Popular de Libertação de Angola (MPLA), é deputada de Angola pela Província de Lunda Norte desde 28 de setembro de 2017.
Curita licenciou-se em pedagogia. De 2006 a 2008, foi diretora provincial da família e promoção da mulher. Também exerceu os cargos de administradora municipal de Chitato (2008 a 2010) e de Xá-Muteba (2010 a 2012).